# 미추홀구

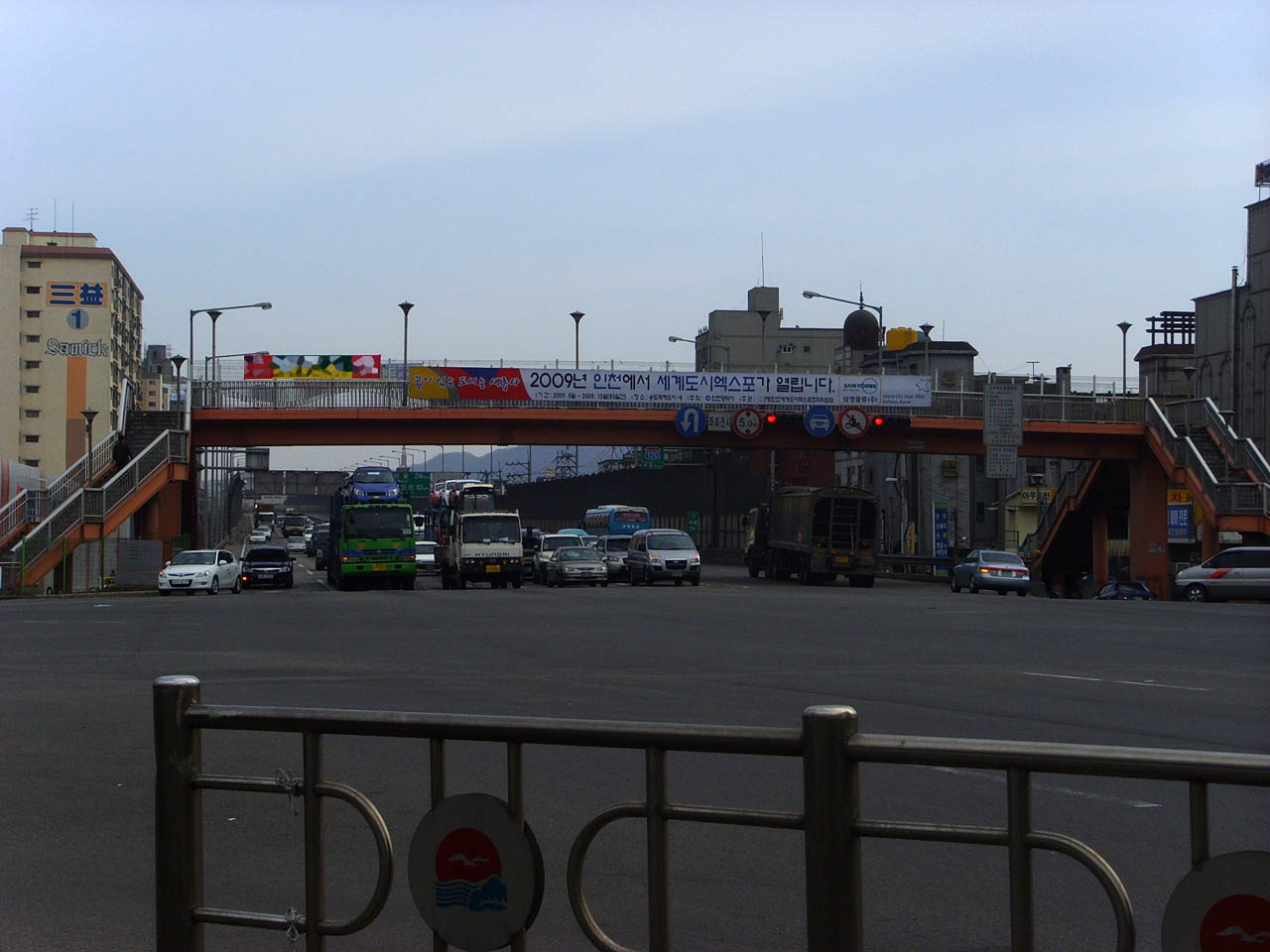
인천 나들목
(미추홀구)

미추홀구(彌鄒忽區)는 인천광역시 중앙에 있는 구이다. 조선 시대에 인천도호부 청사가 자리잡으면서, 인천의 중심이 되었다. 1883년에 인천항이 개항된 후 여러 차례 행정 구역 개편을 거쳤고, 1960년대 이후 인천의 대표적 주거 밀집 지역으로 성장하여 여러 교육기관과 병원이 들어서 있다. 2018년 7월 1일, 남구에서 백제 시대 지명인 미추홀을 따서 미추홀구로 이름을 바꿨다.
구 서남부는 본래 바다였으나 1960년대에 간척 사업으로 매립했고, 숭의2동에 미추홀구청, 용현5동에 옹진군의 군청, 인천문학경기장(인천SSG랜더스필드(프로야구 SSG 랜더스), 인천축구전용경기장(K리그, 숭의구장))이 있다. 4개 도시철도 노선이 지나고 남쪽으로는 제2경인고속도로가 지난다.

## 역사
- 1968년 1월 1일: 구제(區制)가 실시되어 경기도 인천시 남구를 설치하였다.[3]
- 1981년 7월 1일: 인천시가 인천직할시로 승격하였다.
- 1988년 1월 1일: 남구의 일부를 관할로 하여 남동구가 신설되었다.[4]
- 1988년 5월 1일: 자치구제의 실시로 자치구가 되었다.
- 1991년 11월 4일: 구청사를 숭의동 현 위치로 이전하였다.[5]
- 1994년 7월 1일: 연수동이 연수1동, 연수2동, 청학동으로 분동하였다.
- 1995년 1월 1일: 인천직할시가 인천광역시로 변경되었다.
- 1995년 3월 1일: 남구의 일부를 관할로 하여 연수구가 신설되었다.[6]
- 2009년 2월 1일: 숭의1동과 숭의3동을 숭의1·3동으로, 용현1동과 용현4동을 용현1·4동으로, 도화2동과 도화3동을 도화2·3동으로 합동하였다.[7] (21행정동)
- 2018년 7월 1일: 인천광역시 남구 명칭 변경에 관한 법률에 의거 구의 이름을 미추홀구(彌鄒忽區)로 개칭[8][9]
- 2023년 3월 24일: 숭의동 일부와 중구 도원동 일부를 교환해 구의 경계를 조정하였다.[10]

## 행정 구역
인천 미추홀구의 행정 구역은 21 행정동과 7개의 법정동으로 구성되어 있다.    인천 미추홀구의 면적은 24.84 km2이며, 인구는 2025년 1월 주민등록 기준으로 412,275명, 200,986가구이다.

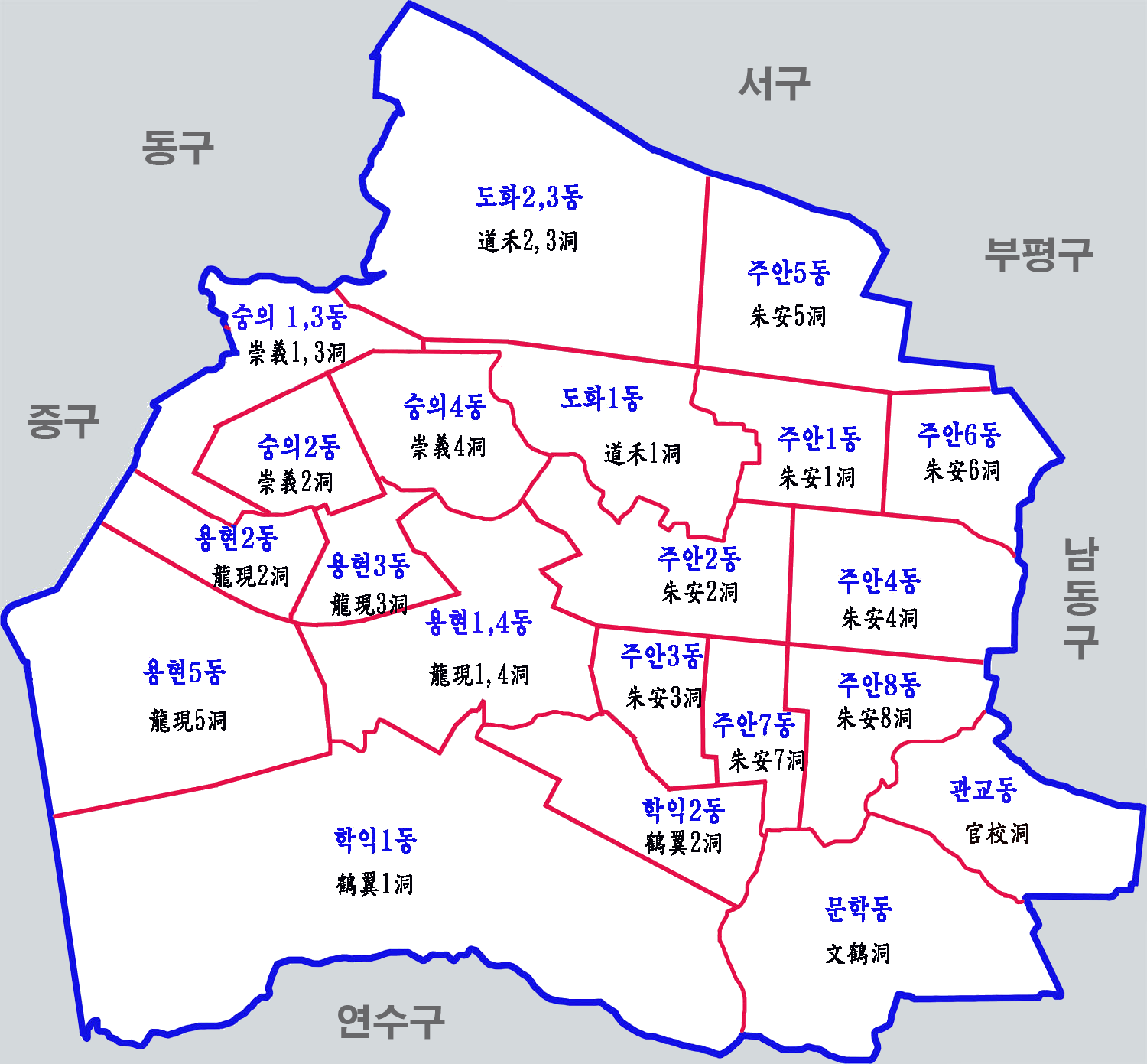

| 동        | 한자      | 면적(km2) | 인구    | 세대    |
| --------- | --------- | --------- | ------- | ------- |
| 숭의1·3동 | 崇義1·3洞 | 0.77      | 15,501  | 6,216   |
| 숭의2동   | 崇義2洞   | 0.50      | 13,511  | 6,466   |
| 숭의4동   | 崇義4洞   | 0.74      | 14,459  | 7,540   |
| 용현1·4동 | 龍現1·4洞 | 1.30      | 17,109  | 9,372   |
| 용현2동   | 龍現2洞   | 0.55      | 22,702  | 5,786   |
| 용현3동   | 龍現3洞   | 0.48      | 6,873   | 4,219   |
| 용현5동   | 龍現5洞   | 1.89      | 45,008  | 18,039  |
| 학익1동   | 鶴翼1洞   | 5.07      | 35,809  | 13,258  |
| 학익2동   | 鶴翼2洞   | 0.80      | 17,160  | 8,384   |
| 도화1동   | 道禾1洞   | 0.92      | 20,769  | 10,443  |
| 도화2·3동 | 道禾2·3洞 | 2.92      | 30,761  | 9,060   |
| 주안1동   | 朱安1洞   | 0.61      | 19,724  | 10,283  |
| 주안2동   | 朱安2洞   | 0.99      | 21,897  | 10,296  |
| 주안3동   | 朱安3洞   | 0.46      | 12,272  | 5,143   |
| 주안4동   | 朱安4洞   | 0.96      | 19,816  | 9,160   |
| 주안5동   | 朱安5洞   | 1.18      | 19,561  | 9,213   |
| 주안6동   | 朱安6洞   | 0.62      | 20,592  | 10,183  |
| 주안7동   | 朱安7洞   | 0.52      | 11,948  | 6,218   |
| 주안8동   | 朱安8洞   | 0.84      | 18,921  | 9,284   |
| 관교동    | 官校洞    | 0.90      | 13,941  | 6,551   |
| 문학동    | 文鶴洞    | 1.72      | 13,841  | 7,178   |
| 미추홀구  | 彌鄒忽區  | 24.84     | 424,267 | 200,986 |

* 인구·세대는 2025년 1월 1일 주민등록 기준

## 인구
| 연도   | 총인구    |
| ------ | --------- |
| 1985년 | 617,229명 |
| 1990년 | 457,436명 |
| 1995년 | 425,330명 |
| 2000년 | 408,835명 |
| 2005년 | 412,816명 |
| 2010년 | 411,756명 |
| 2015년 | 405,746명 |
| 2020년 | 418,533명 |
| 2025년 | 412,175명 |

## 구청
- 미추홀구청은 현재 인천광역시 미추홀구 숭의동에 위치해 있다.

## 교육 기관
- 국공립대학교

|  | - 인천대학교 제물포캠퍼스(구 인천전문대학) |

- 사립대학교

|  | - 인하대학교 |

- 사립전문대학

|  | - 인하공업전문대학 |

- 폴리텍대학

|  | - 한국폴리텍2대학 남인천캠퍼스 |

- 고등학교

|  | - 인명여자고등학교 - 인화여자고등학교 - 선인고등학교 - 인천고등학교 | - 학익고등학교 - 학익여자고등학교 - 인천대중예술고등학교 (구 운봉공업고등학교, 인천하이텍고등학교) - 도화기계공업고등학교 | - 인천기계공업고등학교 - 인천전자마이스터고등학교 - 정석항공과학고등학교 - 인천비즈니스고등학교 (구 선화여자상업고등학교) | - 문학정보고등학교 - 인하대학교 사범대학 부속고등학교 - 인항고등학교 |

- 평생교육

|  | - 남인천중고등학교 |

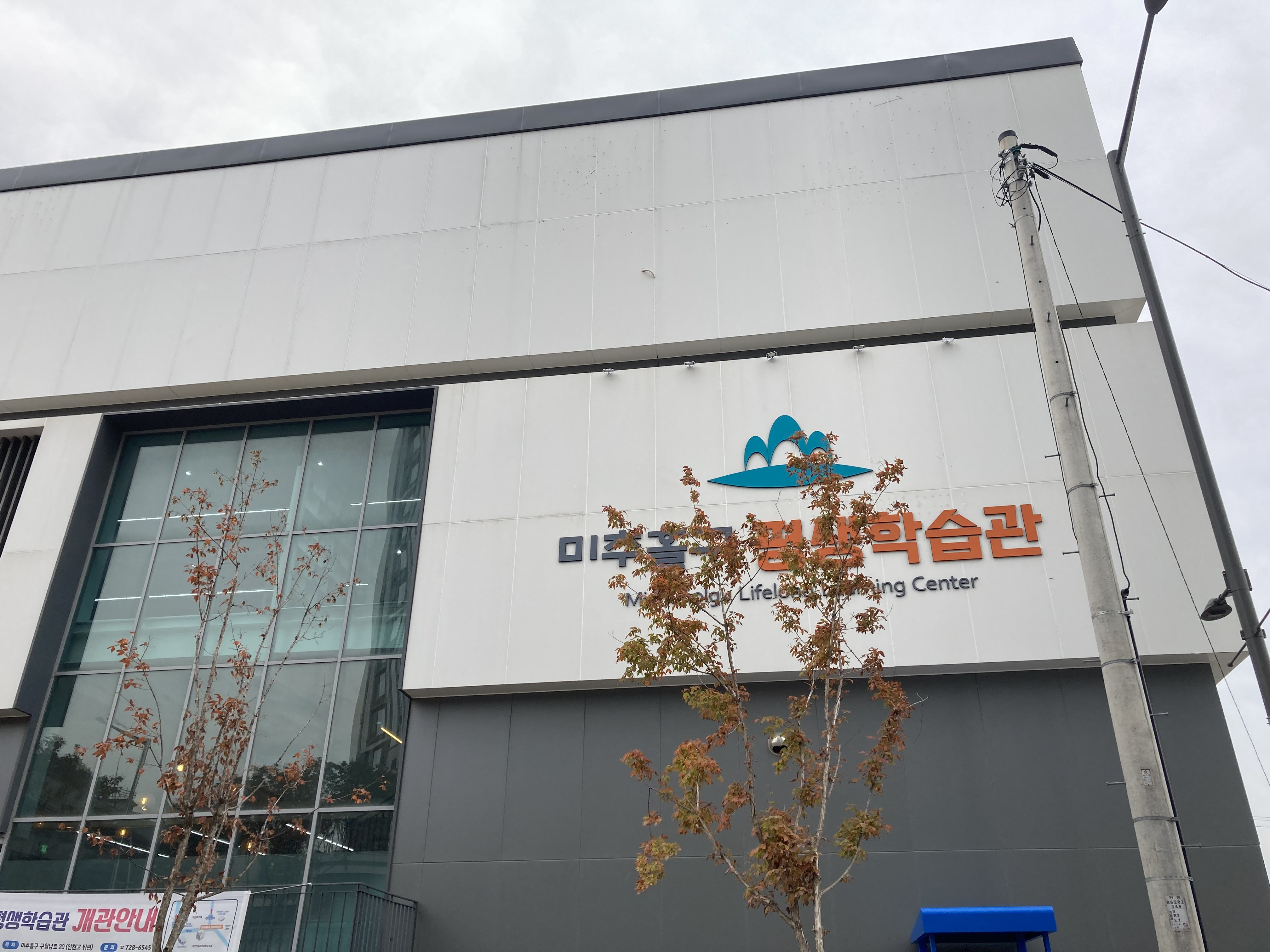
미추홀구 평생학습관(인천 미추홀구 구월남로 20)

## 교통

### 철도
- 한국철도공사

- ● 수도권 전철 1호선

(남동구) ← 주안역 - 도화역 - 제물포역 → (인천광역시 동구)
급행정차역: 주안역 - 제물포역
환승역 : 주안역 (인천 도시철도 2호선)
- ● 수도권 전철 수인·분당선

(연수구) ← (학익역) - 인하대역 - 숭의역 → (인천광역시 중구)
- 인천교통공사

- ● 인천 도시철도 1호선

(남동구) ← 인천터미널역 → (연수구)
- ● 인천 도시철도 2호선

(인천광역시 서구) ← 주안역 - 시민공원역 - 석바위시장역 → (남동구)
환승역 : 주안역 (수도권 전철 1호선)

### 도로
고속도로 및 고속화도로
- 제2경인고속도로 (문학 나들목)
- 인천대로

일반 도로

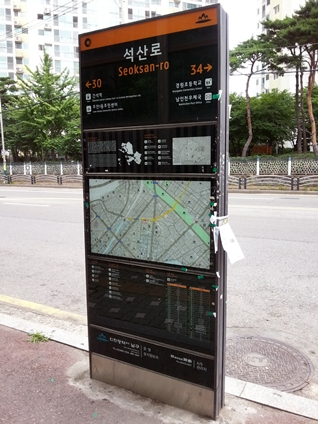
미추홀구에 설치한 석산로 관련 표지판

- 경인로 (국도 제42호선, 국도 제46호선)
- 경원대로
- 인주대로
- 인중로
- 제물량로
- 아암대로
- 비류대로
- 봉수대로
- 한나루로
- 참외전로
- 문화로
- 독배로
- 인하로
- 샛골로

## 자매 도시
| 지역 & 국가 | 도시           | 도시           |
| ----------- | -------------- | -------------- |
| 대한민국    | 충청남도       | 당진시         |
| 몽골        | 투브주         | 존모드         |
| 미국        | 캘리포니아주   | 밀피타스       |
| 중국        | 톈진시(天津市) | 탕구구(塘沽区) |